# 岸勇希
岸 勇希（きし ゆうき、1977年8月13日 - ）は、日本のコミュニケーション・デザイナー、クリエイティブ・ディレクター。2004年に電通に入社し2017年3月までCDCに在籍し、同社から独立。
著書「コミュニケーションをデザインするための本（2008年、電通出版）」で、コミュニケーション・デザインを広告業界に提唱した。広告に限らず企業の商品開発や事業デザイン、空間・都市計画、アーティストのプロデュース、ドラマなどテレビ番組の企画や制作などの活動も行っている。

## 経歴
愛知県名古屋市出身で、受験浪人ののちに東海大学へ入学して海洋学部水産学科を卒業する。早稲田大学大学院国際情報通信研究科を修了し、中央大学研究開発機構専任研究員を経て、2004年に電通に入社、中部本部雑誌部に配属。
2005年に東京本社のメディア・マーケティング局で研修。その後、再び中部本部へ戻りメディア・マーケティング部へ配属。
2006年より東京本社インタラクティブ・コミュニケーション局クリエーティブ室に異動。2008年よりコミュニケーション・デザイン・センター（現CDC）へ。
2009年には、「Ad:tech」のキーノート・パネルに参加。
2017年1月に株式会社刻キタルを設立して3月に電通から独立するも、12月に私的醜聞で代表取締役を辞任して 退職する。
カンヌライオンズ Cyber Lions Jury、 宣伝会議販促コンペ審査員、全日本シーエム放送連盟ACC CM FESTIVALテレビCM部門審査員。公害等調整委員会政策評価懇談会構成員。

## 不祥事

### はあちゅうに対するセクハラとパワハラ
2017年12月に元電通社員でブロガーの伊藤春香（ペンネーム：はあちゅう）はBuzz Feed Newsで、岸からセクハラやパワハラを受けていたとする記事を公開した。伊藤によると、電通在籍時に岸から暴言や夜間の呼び出しなどを受け、暴言の中には、性的な関係を要求されたと伊藤が認識した言動などセクシャルな内容もあった。伊藤が電通を退職後も、電通主催のリクルートイベントへ伊藤の登壇を岸が妨害するなど、妨害や嫌がらせが続いたなどと主張した。
岸は、「深夜に伊藤を呼び出したこと、威圧的な発言、追い込む言動などは事実で、現時点では伊藤を傷つけたことを強く認識している」とメッセンジャー（簡易短文）およびウェブサイトで伊藤に謝罪したが、性的な関係を要求したことは否定した。
電通主催のリクルートイベントで伊藤の登壇を阻止したことは事実として認めたが、当時伊藤が所属した会社はステルスマーケティングで問題を起こしていたこと、クチコミマーケティングのガイドライン策定が進捗するWOM協議会で電通は遵守を呼びかける立場であったこと、などから立場上阻止したと反論した。WOMマーケティング協議会は、12月18日付け協議会Webページ上で、「同氏が過去に弊協議会のガイドライン委員としてガイドライン策定に関わった事実はございません。」としている。
2017年12月18日、岸は「自分の個人的な問題から、社会を大きくお騒がせしたこと」「共にお仕事をさせていただいていた企業をはじめ関係者の皆さまに多大なるご心配とご迷惑をおかけしてしまったこと」の責任をとるとして、自らが代表取締役を務める株式会社「刻キタル」を退社、代表取締役及び取締役も併せて辞任することを申し出て、受理された。

## 主な仕事（広告キャンペーン・作品）
- メ〜テレ「ウルフィ・ティッカー」配布キャンペーン（2005年）
- マリエール「40人40色の恋愛模様」（2006年）
- ロケットカンパニー「漢検DS」プロモーション・キャンペーン（2006年）
- フマキラー「一発命虫！バイラル・キャンペーン」（2007年）
- ワールド通商「求ム、天才」（2007年）
- 永谷園「ミス冷え知らずCOLLECTION’08」（2007年）
- 新聞ブログ（開発）コンセプト・デザイン（2008年）
- 永谷園 「生姜部」（2008年-）
- ソニー・コンピュータエンタテインメント「どこでもラストガイ」（2008年）
- ソニー・ミュージックエンタテインメント「JUJU『素直になれたら』」MV （2008年）
- ソニー・ミュージックエンタテインメント「モバイルドラマ『素直になれたら』MV」 （2008年）
- ソニー・ミュージックエンタテインメント「JUJU 2ndアルバム『What's Love?』CM」（2009年）
- 吉本興業 「沖縄国際映画祭」コンセプト・デザイン（2009年）
- 高橋酒造　「あしたのわたしへ」キャンペーン（2010年）
- ソニー・ミュージックエンタテインメント「JUJU 3rdアルバム『JUJU』CM」（2010年）
- フジテレビ　ドラマ「東京リトル・ラブ」（2010年4月-9月）
- フジテレビ　スペシャルサイト「1924」コンセプト・デザイン（2010年）
- 講談社　「PhoneBook」（2010年）
- 吉本興業 「芸人2」（2010年）
- 高橋酒造 「SHIRO CHERRS SYSTEM」（2010年）
- フジテレビ　WEBドラマ 「Oh! my PROPOSE」（2010年6月-9月）
- トヨタ自動車「AQUA」キャンペーン（2011年-）
- 鶴屋百貨店「鶴屋イノベーション・プロジェクト」（2012年-）
- 東急プラザ表参道原宿コンセプト・デザイン（2012年）
- すみだ水族館アクアギャラリー展示演出「語りかけてくる展示」（2012年）
- トヨタ自動車「MIRAI」キャンペーン（2014年-）
- ソニー・ミュージックエンタテインメント「JUJU 29thシングル『PLAYBACK』MV」（2015年）
- トヨタ自動車「PRIUS PHV」キャンペーン（2016年-）
- 七夕プロジェクト（2016年-）
- トヨタ自動車「C-HR」キャンペーン（2017年-）

## 著書
- 「コミュニケーションをデザインするための本」電通出版　2008年9月発売
- 「己を、奮い立たせる言葉。」NewsPicks Book（幻冬舎）2017年10月発売

## 共著・寄稿
- 「電通広告年鑑’80-‘09」（寄稿）電通出版 2008年11月
- 「クロスイッチ」（寄稿）ダイヤモンド社 2008年8月
- 「基礎から学べる広告の総合講座 2008」（共著） 日経広告研究所 2007年12月
- 「中央評論 260号」（寄稿）中央大学出版 2005年12月
- 「市民メディア活動―現場からの報告」（共著）中央大学出版 2005年12月
- 「中央評論 247号」（寄稿）中央大学出版 2004年4月

## 受賞歴
- カンヌ国際広告祭（Cannes Lions）、金賞 、銀賞、銅賞
- ベネチア国際メディア祭（Venice Festival of Media）入賞
- アジア国際広告祭（Spikes Asia）グランプリ 、金賞
- アジア太平洋広告祭（AdFest）、金賞、銀賞
- D&AD、Nomination
- One Show Interactive、銀賞
- 東京インタラクティブアドアワード、金賞
- グッドデザイン賞 受賞
- 広告電通賞、最優秀賞